# Реакция Килиани — Фишера
Реакция Килиани — Фишера —  метод удлинения углеродной цепи альдоз на одно гидроксиметиленовое звено (циангидриновый синтез альдоз) через присоединение цианида с образованием циангидрина и дальнейшего его превращения в гомологичную альдозу:
HOHC2(CHOH)n-CHO + HCN {\displaystyle \to } HOHC2(CHOH)n-CH(OH)CN
HOHC2(CHOH)n-CH(OH)CN {\displaystyle \to } HOHC2(CHOH)n+1-CHO
При гомологизации по Килиани-Фишеру конфигурация асимметричных центров исходных альдоз сохраняется, однако из-за того, что цианид присоединяется к ахиральной альдегидной группе, в ходе синтеза образуется смесь эпимерных альдоз (например, смесь D-глюкозы и D-маннозы из D-арабинозы).

## Механизм реакции и её варианты
лактоны альдоновых кислот (D-гулоно-γ-лактона 39%